# 昌化石
昌化石是浙江省杭州市临安区昌化镇（原为昌名县驻地）出产的一种叶蜡石組成的岩石。是中国著名的印石材料之一。昌化鸡血石尤为著名。